# Skyline

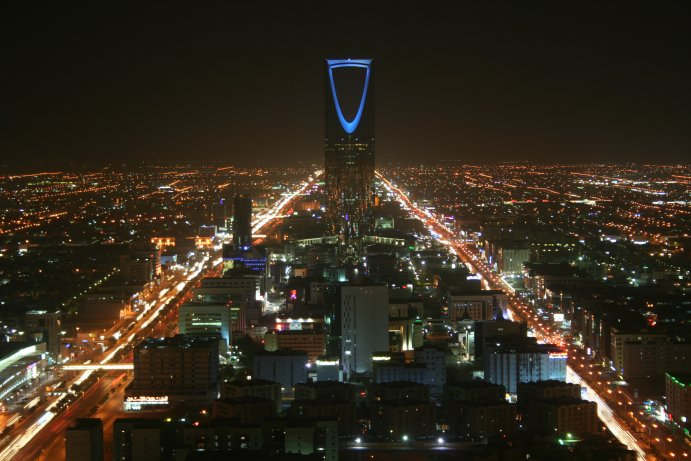
Panorama notturno di Riad

Lo skyline (lett. "linea di cielo"), o anche panorama urbano, profilo urbano e orizzonte urbano, è il profilo del panorama delineato dagli edifici di una città e dai loro punti più elevati (guglie o antenne). La parola viene impiegata spesso laddove sono presenti grattacieli o altri edifici che spiccano grazie all'altezza, ma può riferirsi anche a paesaggi naturalistici. In alcuni casi la locuzione è impiegata al fine di sottolineare in modo complessivo come le architetture di una città costituiscano uno tra i segni più iconici di una città. In questo senso la lineacielo rappresenta sinteticamente le peculiarità civili, economiche e culturali di una città.
Alcune metropoli presentano un panorama che delinea un profilo simile a quello di una montagna artificiale, dove gli edifici più alti si trovano nel centro della città. Esempi includono Chicago, Dubai, Hong Kong, Toronto, Riad e New York.

## Tipi di skyline

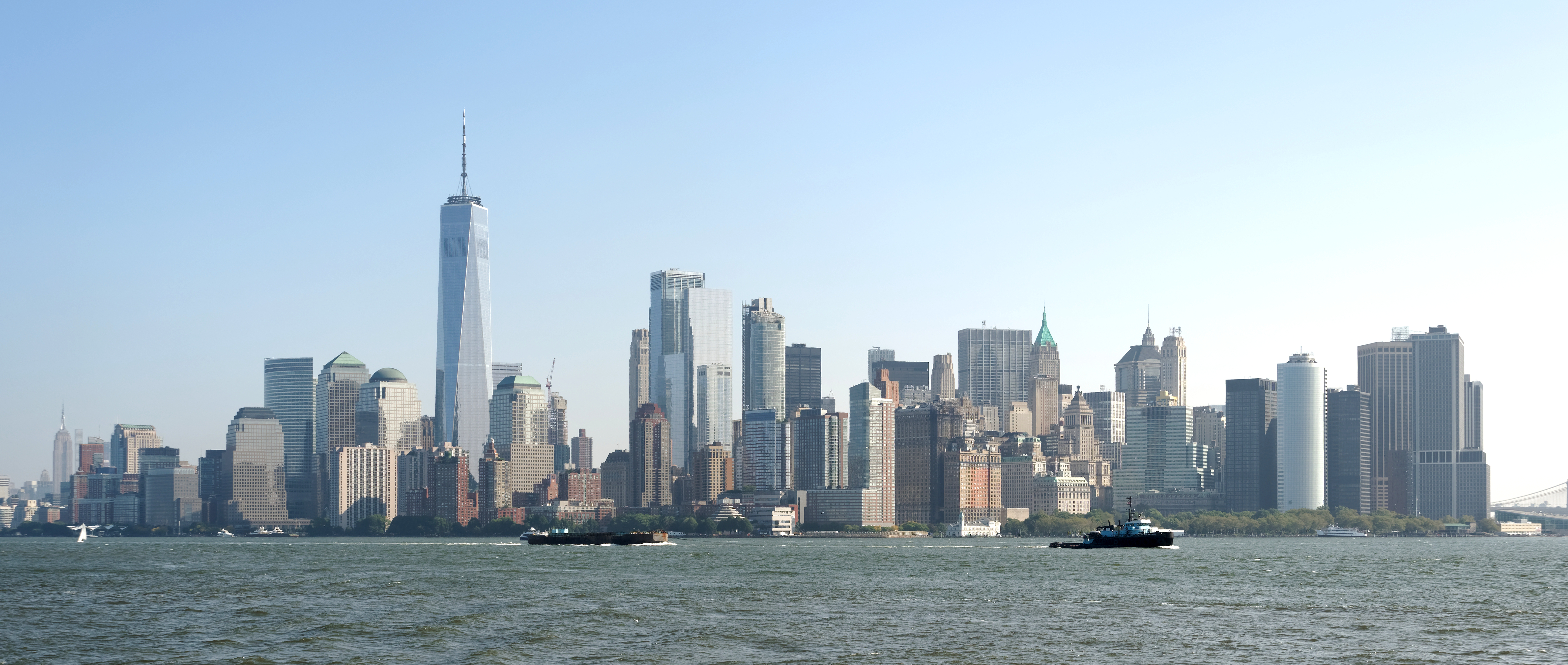
Panorama della parte sud di Manhattan (New York)

- Normale: ripreso durante le ore del giorno in condizioni soleggiata. A volte la presenza di nebbiolina o una ripresa all'alba o al tramonto sono particolarmente apprezzabili.
- Silhouette: quando gli edifici sono come fusi insieme in un'ombra scura che lascia intravedere solo un profilo bidimensionale.[3]
- Notturno: ripreso nelle ore notturne con l'illuminazione dell'energia elettrica. In genere sono le luci che definiscono il profilo degli edifici, comprese quelle di eventuali annunci pubblicitari. Per le città sul mare o su laghi anche il riflesso sull'acqua è un importante effetto di solito usato nelle riprese.

## In Italia

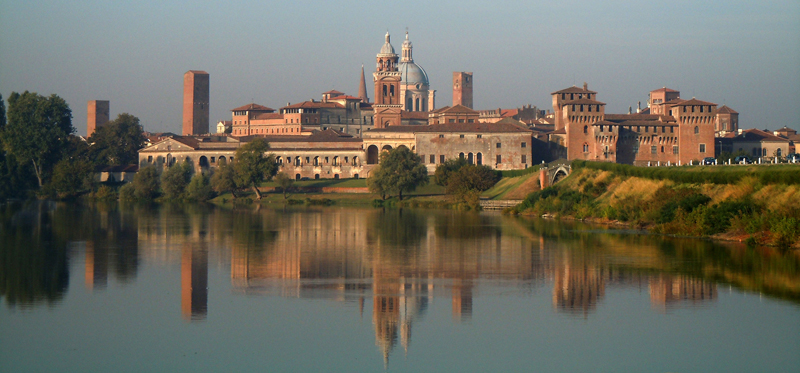
Panorama di Mantova

I regolamenti sull'edilizia in Italia hanno cercato di porre un freno alla costruzione di edifici oltre una certa altezza, permettendo in molti casi di preservare lo skyline storicizzato. Il primo grattacielo costruito in Italia fu il Torrione di Brescia, completato nel 1932 e progettato da Marcello Piacentini, mentre il primo grattacielo italiano ad aver superato i 100 m è stata la torre Piacentini di Genova, del 1940. Per circa due decenni, dai primi anni novanta al 2010, è stato però il centro direzionale di Napoli a ospitare l'unica vera skyline di grattacieli italiana e di tutta l'Europa meridionale.
Recentemente la città di Milano si sta sviluppando in verticale come poche altre città in Europa, per via di due interventi edilizi: progetto Porta Nuova e CityLife. Milano ospita anche il grattacielo più alto d'Italia: la Torre Allianz, alta 249,2 metri (considerando l'antenna Rai di 40 metri).

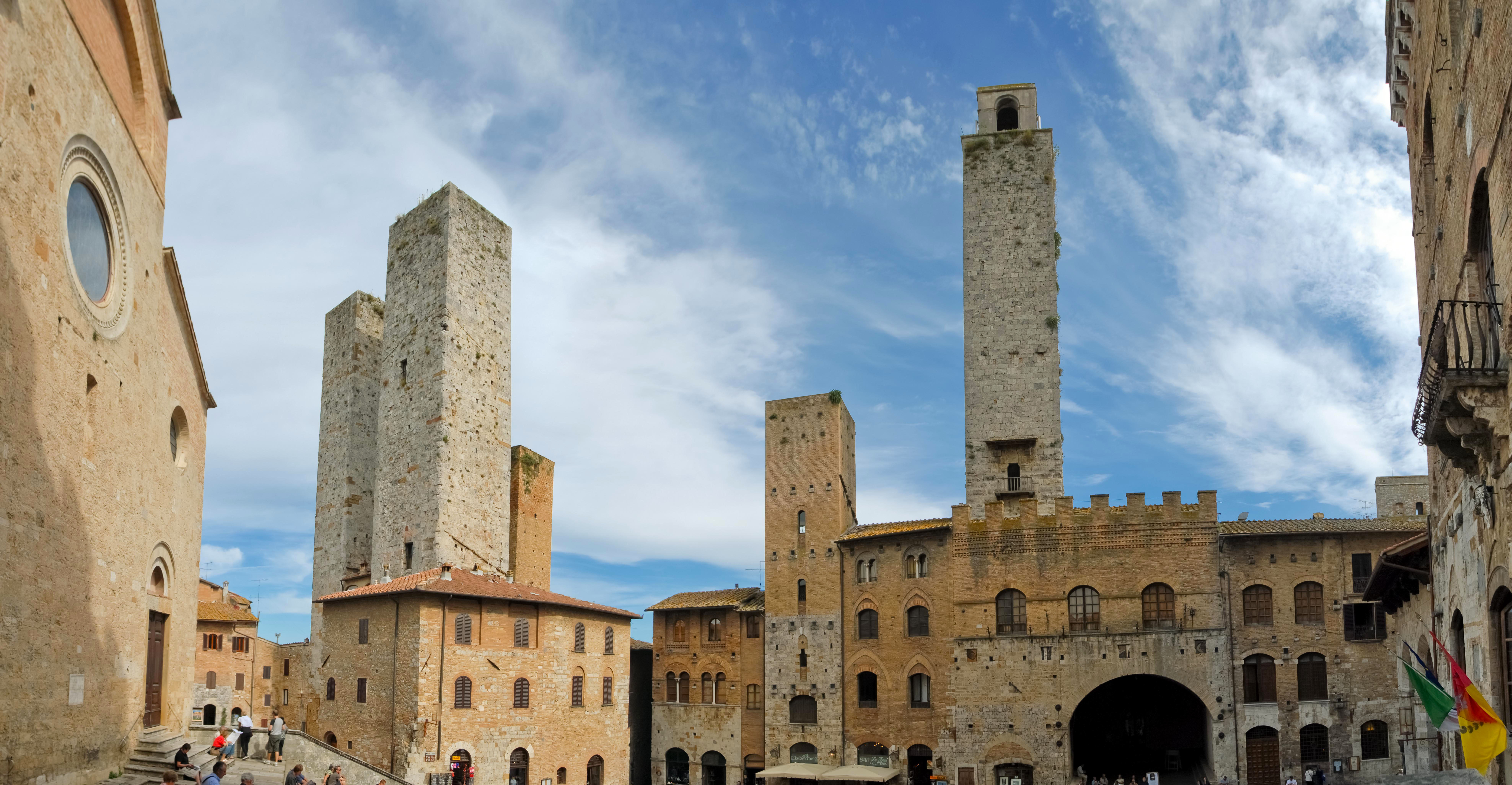
Le torri di San Gimignano

Altre città italiane celebri per il loro skyline sono San Gimignano, per via delle sue antiche torri medievali, e Torino, dove la particolarità non è data da un agglomerato di grattacieli, ma dal profilo della Mole Antonelliana, recentemente alterato dalla costruzione del grattacielo Intesa Sanpaolo e del grattacielo della Regione.